# Lost in France - Special Black Box Edition (2CD)
A Lost in France – Special Black Box Edition (2CD) Bonnie Tyler exkluzív limitált válogatásalbuma, ami először 2006-ban jelent meg It's a Heartache című szintén dupla lemezes kiadványként a németországi Castle lemezkiadó gondozásában.

## A kiadványról
Bonnie Tyler esetében többször is előfordult, hogy ugyanazt a válogatás lemezét többször, többféleképpen kiadják. A Lost in France esetében is erről van szó. Először a németországi Castle Records adta ki 2 CD-n, műanyag tokban, mely a legnagyobb slágereket tartalmazza a hetvenes évekből. Nem sokkal később, korlátozott példányszámban a britek is kiadták ugyanazokkal a dalokkal, szintén két CD-n, viszont más csomagolásban. Megváltoztatták a borítóképet és egy díszdobozba is belecsúsztatták az egyébként dupla tokosra kibővített lemezt. Ez utóbbit viszont már a Castle Pulse / Sanctuary Records kiadó gyártotta le és elsősorban csak Nagy Britannia és Izrael részére készült.

## Kiadások
- It's A Heartache (2CD) /Európa, USA/
- Lost in France - Special Edition (2CD) /Egyesült Királyság, Izrael/

## Dalok

### CD 1
| #  | Dalcím                                  | Zeneszerző       | Producer      | Hossz |
| -- | --------------------------------------- | ---------------- | ------------- | ----- |
| 1  | Lost in France                          | Scott / Wolfe    | Scott / Wolfe | 3:54  |
| 2  | Piece of My Heart                       | Ragavoy / Berns  | Scott /Wolfe  | 3:49  |
| 3  | More than a Lover                       | Scott / Wolfe    | Scott / Wolfe | 4:14  |
| 4  | Living for the City                     | Steve Wonder     | Scott / Wolfe | 3:45  |
| 5  | If I Sing a Love Song                   | Scott / Wolfe    | Scott / Wolfe | 4:46  |
| 6  | Heaven                                  | Scott / Wolfe    | Scott / Wolfe | 3:04  |
| 7  | (You Make Me Feel Like) A Natural Woman | Goffin / King    | Scott / Wolfe | 3:07  |
| 8  | Here Am I                               | Scott / Wolfe    | Scott / Wolfe | 3:51  |
| 9  | (The World is Full of) Married Men      | Bugatti / Musker | Scott / Wolfe | 3:59  |
| 10 | If You Ever Need Me Again               | Scott / Wolfe    | Scott / Wolfe | 3:33  |
| 11 | The Eyes of a Fool                      | Scott / Wolfe    | Scott / Wolfe | 3:20  |
| 12 | Bye, Bye Now My Sweet Love              | Scott / Wolfe    | Scott / Wolfe | 3:00  |
| 13 | Louisiana Rain                          | Tom Petty        | Scott / Wolfe | 4:29  |
| 14 | My Guns Are Loaded                      | Scott / Wolfe    | Scott / Wolfe | 3:45  |
| 15 | I'm Just a Woman                        | Scott / Wolfe    | Scott / Wolfe | 5:07  |
| 16 | Sometimes When We Touch                 | Hill / Mann      | Scott / Wolfe | 4:19  |

### CD 2
| #  | Dalcím                           | Zeneszerző     | Producer      | Hossz |
| -- | -------------------------------- | -------------- | ------------- | ----- |
| 1  | It’s a Heartache                 | Scott / Wolfe  | Scott / Wolfe | 3:33  |
| 2  | Goodbye to the Island            | Scott / Wolfe  | Scott / Wolfe | 3:11  |
| 3  | A Whiter Shade of Pale           | Brooker / Reid | Scott / Wolfe | 4:29  |
| 4  | I Believe in Your Sweet Love     | Scott / Wolfe  | Scott / Wolfe | 4:16  |
| 5  | We Danced on the Ceiling         | Scott / Wolfe  | Scott / Wolfe | 4:54  |
| 6  | Let the Show Begin               | Scott / Wolfe  | Scott / Wolfe | 4:16  |
| 7  | Love Tangle                      | Scott / Wolfe  | Scott / Wolfe | 3:13  |
| 8  | Got So Used To Loving You        | Scott / Wolfe  | Scott / Wolfe | 3:15  |
| 9  | Hey Love (It's a Feelin')        | Scott / Wolfe  | Scott / Wolfe | 3:58  |
| 10 | Love of a Rolling Stone          | Chesnut        | Scott / Wolfe | 3:26  |
| 11 | The Closer You Get               | Scott / Wolfe  | Scott / Wolfe | 3:49  |
| 12 | Words Can Change Your Life       | Brooks         | Scott / Wolfe | 3:43  |
| 13 | Sitting on the Edge of the Ocean | Scott / Wolfe  | Scott / Wolfe | 3:15  |
| 14 | Wild Love                        | Scott / Wolfe  | Scott / Wolfe | 4:37  |
| 15 | Baby, I Remember You             | Scott / Wolfe  | Scott / Wolfe | 3:16  |
| 16 | The World Starts Tonight         | Scott / Wolfe  | Scott / Wolfe | 3:32  |